# Град (Рутоши)
Град је тврђава у Србији чији се остаци налазе на простору села Рутоши, недалеко од Нове Вароши. Смештена је на врху Град узвишења Клек које са три стране окружује река Увац, а поједини научници сматрају да се ради о рушевинама тврђаве Клек, која се помиње у средњовековним изворима.Археолошко истраживање овог локалитета и конзервација његових остатака је у плану, пошто ће подизањем нове хидроелектране на Увцу узвишење на коме се налази бити претворено у острво.
Његова основа је издужена и прилагођена терену на коме се налази, а од данас видљивих остатака, разазнају се рушевине једне куле, бедема тврђаве и неколико зграда у њеној унутрашњости.